# Yerraguntla
Yerraguntla è una suddivisione dell'India, classificata come census town, di 26.736 abitanti, situata nel distretto di Kadapa, nello stato federato dell'Andhra Pradesh. In base al numero di abitanti la città rientra nella classe III (da 20.000 a 49.999 persone).

## Geografia fisica
La città è situata a 14° 37' 60 N e 78° 31' 60 E e ha un'altitudine di 152 m s.l.m..

## Società

### Evoluzione demografica
Al censimento del 2001 la popolazione di Yerraguntla assommava a 26.736 persone, delle quali 13.408 maschi e 13.328 femmine. I bambini di età inferiore o uguale ai sei anni assommavano a 3.280, dei quali 1.677 maschi e 1.603 femmine. Infine, coloro che erano in grado di saper almeno leggere e scrivere erano 15.998, dei quali 9.366 maschi e 6.632 femmine.